# Fritz Koselka
Friedrich « Fritz » Koselka (né le 24 juillet 1905 à Graz, mort le 31 juillet 1978 à Vienne) est un scénariste et critique de cinéma autrichien.

## Biographie
Fils du rédacteur Andreas Koselka, il étudie à l'université de Graz la germanistique et l'anglistique et aussi à l'académie de musique et des arts du spectacle de Vienne. Par la suite, Koselka fit ses premiers pas en tant qu'acteur de théâtre, artiste de cabaret et auteur-compositeur, mais ne trouve son destin que dans l'écriture de scénarios de film. Koselka écrit, à partir de 1943, principalement en collaboration avec son épouse Lilian Belmont, une série de comédies classiques viennoises, dans lesquels Hans Moser et/ou Paul Hörbiger ont souvent le rôle principal.
Après la Seconde Guerre mondiale, au moment où Koselka travaille à plein temps comme critique de cinéma pour le Wiener Zeitung, le couple Koselka/Belmont cesse d'écrire en 1952.

## Filmographie
- 1936 : Un baiser aux enchères
- 1939 : Antoine le magnifique (de)
- 1940 : Ma fille est millionaire
- 1941 : Liebe ist zollfrei
- 1941 : Entrez dans la danse
- 1942 : Einmal der liebe Herrgott sein
- 1943 : Das Ferienkind
- 1943 : Schwarz auf weiß
- 1944 : Ich bitte um Vollmacht
- 1945 : Wie ein Dieb in der Nacht
- 1948 : Alles Lüge
- 1949 : Kleine Melodie aus Wien
- 1950 : Jetzt schlägt's 13
- 1951 : Tanz ins Glück
- 1952 : Der Mann in der Wanne
- 1953 : Irene in Nöten
- 1963 : Applaus für Smetana (court-métrage TV)